# Hohenlohe-Jagstberg

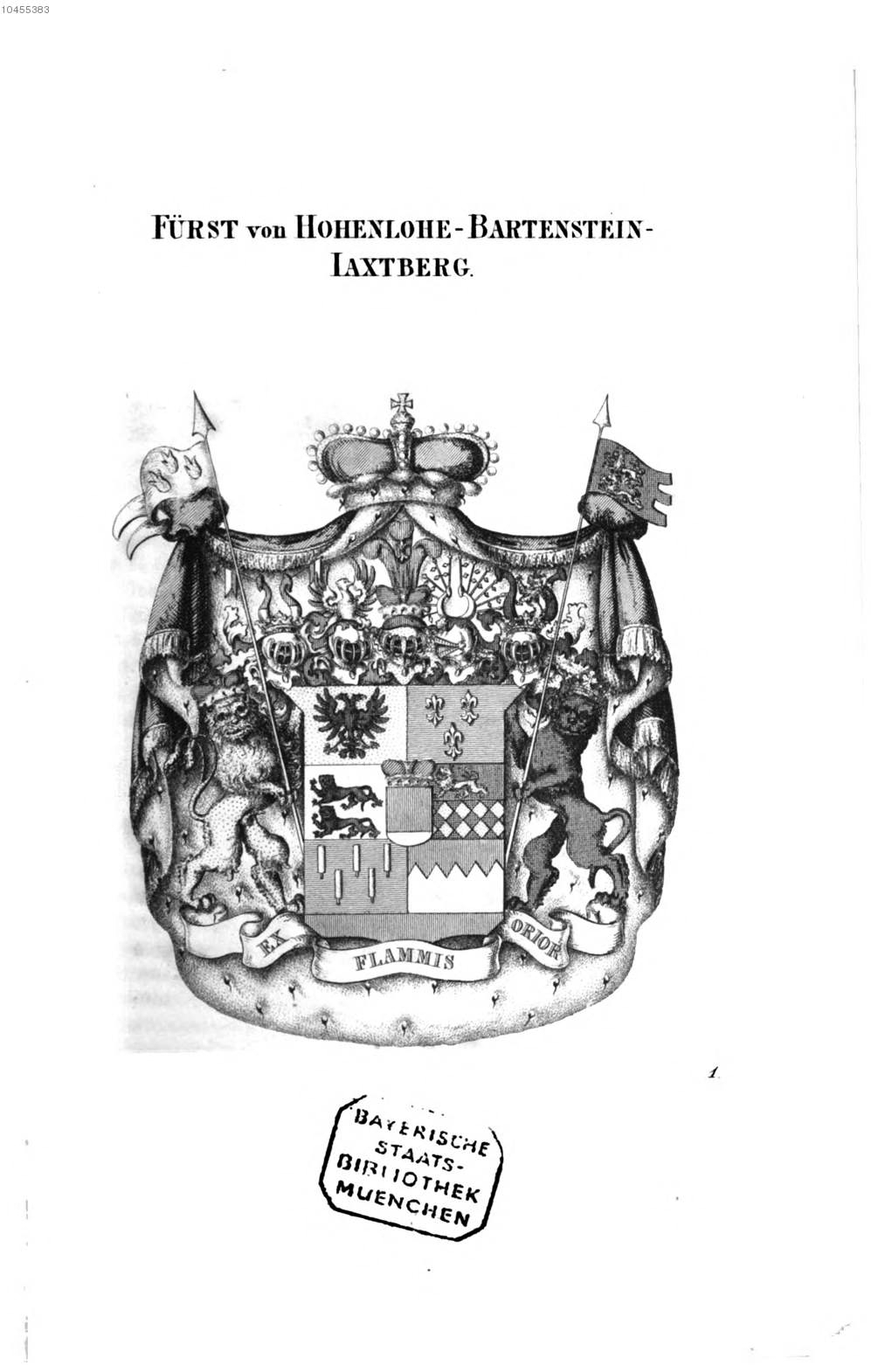
Escudo de Armas de Hohenlohe-Jagstberg.

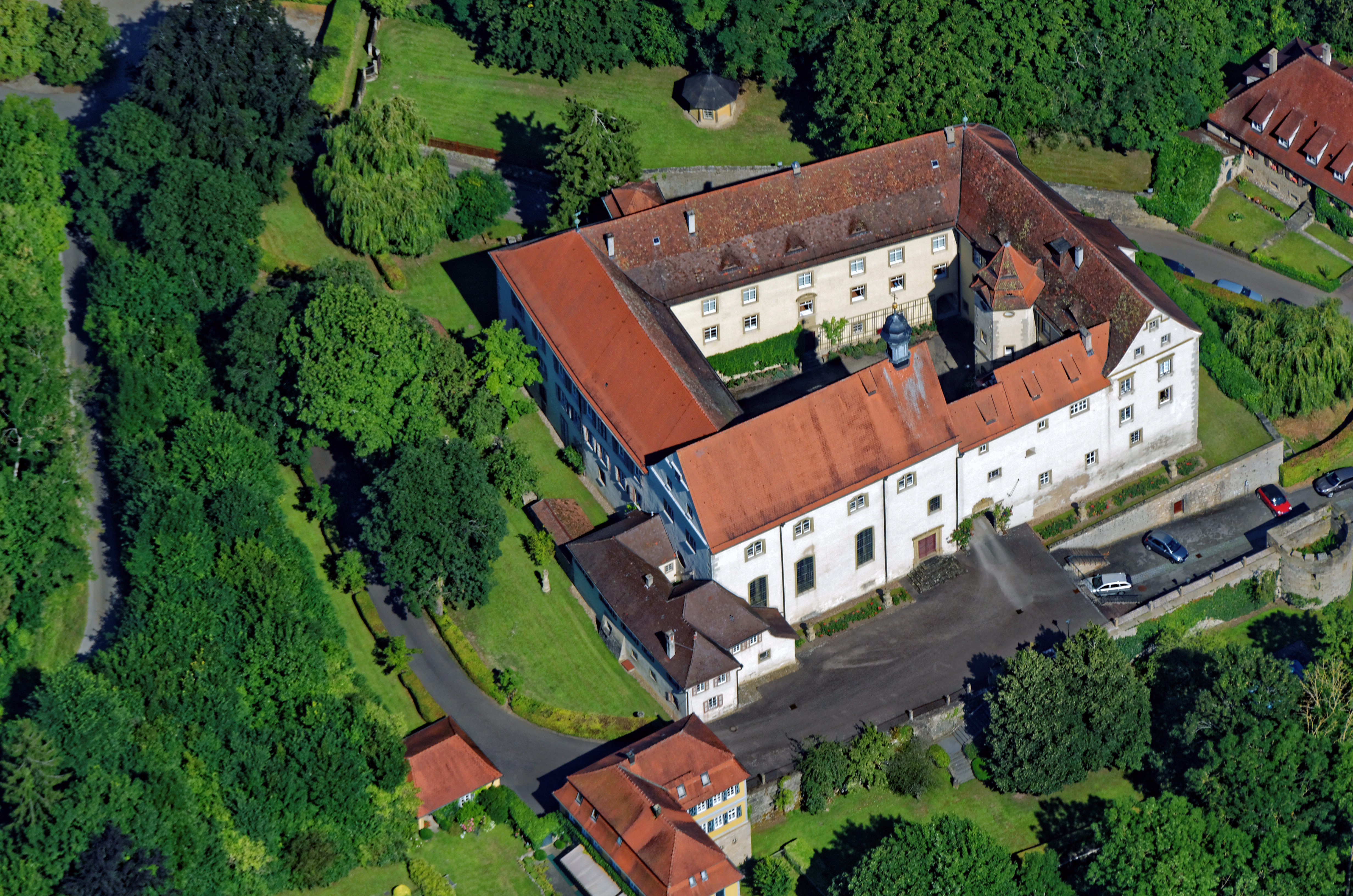
Castillo de Haltenbergstetten.

Hohenlohe-Jagstberg fue un Principado localizado en el nordeste de Baden-Württemberg, Alemania, en torno a Jagstberg que había sido un territorio del Obispado de Wurzburgo. Hohenlohe-Jagstberg surgió como una partición de Hohenlohe-Bartenstein y fue mediatizado a Wurtemberg en 1806.

## Príncipes de Hohenlohe-Jagstberg (1798-1806)
- Carlos José (1798-1806)

## Príncipes de Hohenlohe-Jagstberg (Nuevo, 1906)[1]
- Alberto, 1.º Príncipe 1906-1996 (1906-1996)
  - Alejandro, 2.º Príncipe 1996-presente (n. 1940) 
    - Karl, Príncipe Heredero de Hohenlohe-Jagstberg (n. 1967)
      - Príncipe Carlos (n. 2007)